# Аруджау, Виталий
Виталий "Вито" Аруджау (Оруджев), также известный как Виталий Оруджев (англ. Vitali "Vito" Arujau; род. 1 июня 1999, Гомель) — американский борец вольного стиля (азербайджанского происхождения), чемпион мира, неоднократный победитель Панамериканских чемпионатов.

Является сыном Вугара Оруджева.

## Спортивные результаты
- Чемпион мира (2023), бронзовый призёр чемпионата мира (2024).
- Победитель Панамериканского чемпионата (2021, 2023).
- Чемпион США (2020), бронзовый призёр чемпионата США (2019).
- Победитель Открытого чемпионата США (2023).
- Победитель студенческого NCAA чемпионата США (2023), бронзовый призёр студенческого NCAA чемпионата США (2022).[4]
- Серебряный призёр чемпионата мира среди молодёжи (2019).
- Серебряный призёр чемпионата мира среди кадетов (2016).

## Семья
Отец — Вугар Оруджев, борец вольного стиля, американский тренер.

Мать — Жанна Оруджева (Сарнавская), чемпион СССР в гребле на байдарке.
Имеет двух братьев, Ника и Джорджа, также занимающихся борьбой.

## Признание
- В 2023 году, победив на студенческом чемпионате NCAA, стал обладателем приза The Hammer ("Молот"). Этот трофей, учрежденный журналом «Аmatuer wrestling news», вручается борцу занявшему первое место в самой конкурентной категории.[6]

## Видео
- Открытый чемпионат США 2023, вольная борьба, до 61 кг, финал: Остин Десанто — Вито Аруджау